# Dorfkirche Trebbus

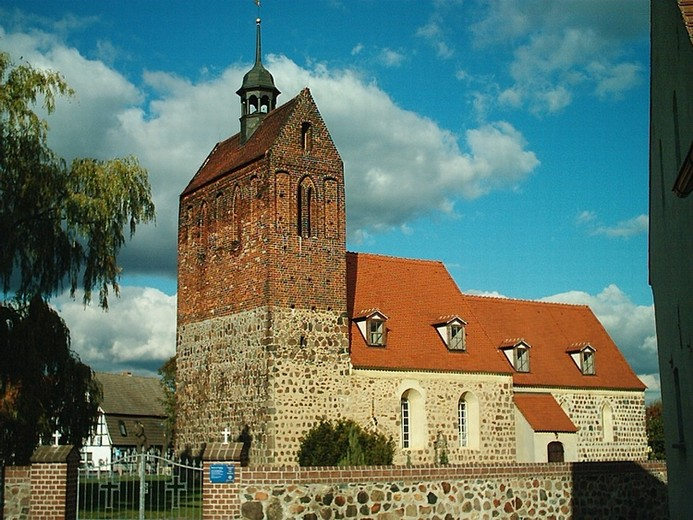
Dorfkirche Trebbus

Die evangelische Dorfkirche Trebbus ist ein denkmalgeschütztes Kirchengebäude in Trebbus, einem Ortsteil der Stadt Doberlug-Kirchhain im südbrandenburgischen Landkreis Elbe-Elster. Hier ist das Bauwerk im Ortszentrum zu finden. Im örtlichen Denkmalverzeichnis ist das Bauwerk unter der Erfassungsnummer 09135130 verzeichnet.

## Baubeschreibung und -geschichte

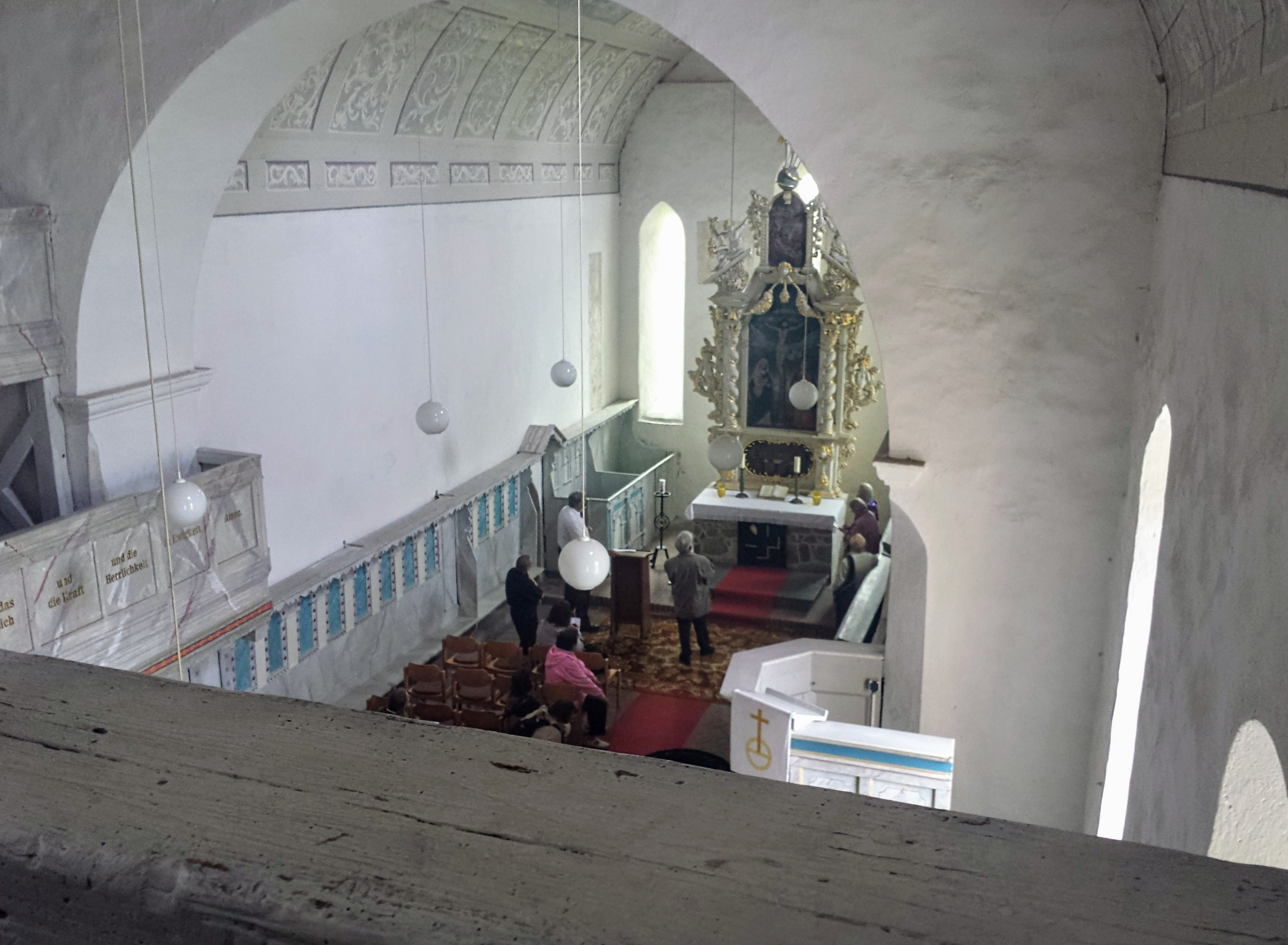
Innenraum

Bei der Trebbuser Kirche handelt es sich um einen Feldsteinbau mit Westquerturm aus der zweiten Hälfte des 13. Jahrhunderts. Im Osten des kurzen Kirchenschiffs befindet sich ein eingezogener langgestreckter Chor mit rechteckigem Grundriss. Im Westen schließt sich der mit einem Satteldach versehene Kirchturm an. Sein im 15. Jahrhundert entstandenes Glockengeschoss besteht aus Backstein. Bekrönt wird der Turm durch eine mit einer Schweifhaube versehenen Laterne. Im Norden des Bauwerks ist der Anbau einer Sakristei zu finden, im Süden eine im Jahre 1906 entstandene Vorhalle. Restaurierungsarbeiten an der Kirche fanden in den Jahren 1906 sowie von 1996 bis 1998 statt. Der Durchgang vom Chor zur Sakristei ist spitzbogig, der Triumphbogen rundbogig.

## Ausstattung
Im Inneren der Kirche, das im Wesentlichen von einer barocken Ausstattung geprägt ist, finden sich unter anderem im Schiff und im Chor Holztonnendecken. Das nördliche Chorgestühl wurde in der ersten Hälfte des 17. Jahrhunderts geschaffen. Das mit Schnitzereien versehene Chorgestühl im Süden wird auf das Jahr 1521 datiert und zeigt eine spätgotische Flachschnitzerei, die barock überfasst wurde. Im Norden und Westen befinden sich in der zweiten Hälfte des 17. Jahrhunderts entstandene doppelgeschossige Emporen, wobei die obere Empore im Westen als Orgelempore dient und deshalb in der zweiten Hälfte des 18. Jahrhunderts erneuert wurde. Die Kanzel stammt aus dem 18. Jahrhundert, der polygonale kelchförmige Taufstein mit Maßwerkdekor aus dem 15. Jahrhundert.

### Altaraufsatz
Zu den weiteren Ausstattungsstücken zählt ein barocker Altaraufsatz, dessen Gemälde Darstellungen des Abendmahls, der Kreuzigung und der Grablegung zeigen. Er stammt von Abraham Jäger, ein Kunsttischler, der auch Bürgermeister von Finsterwalde war. Sein Werk in der Dorfkirche Massen konnte von Experten auf das Jahr 1701 datiert werden. Daher ist es wahrscheinlich, dass auch der Altaraufsatz in Trebbus um 1701 entstanden ist. Dafür spricht auch, dass seine früheren Werke in der Abfolge das Abendmahl, die Kreuzigung und die Auferstehung zeigten und er erst zu Beginn des 18. Jahrhunderts die Grablegung als Abschluss nutzte. Oberhalb ist der auferstandene Christus als Schnitzfigur mit Siegesfahne zu sehen. Das Gemälde des letzten Abendmahls auf der Predella wurde von Magdalena Sophia Rumpf auf Holz gemalt. Sie nutzte als Vorlage einen Kupferstich aus dem Jahr 1627 von Matthäus Merian, veränderte es aber in der Form, dass Christus mit Johannes im Arm in der Mitte des Tisches abgebildet ist. Die Darstellung der Kreuzigung wie auch die Grablegung sind auf Leinen gemalt. Auch hier diente ein Kupferstich als Vorlage, der bislang jedoch keinem Künstler zugewiesen wurde. Stilistisch greifen sie die Werke Marten de Vos auf. Die Grablegung mit Christus, Josef von Arimathäa, Nikodemus und Johannes zeigen einen weiteren Mann, die gemeinsam Christus in einen Sarkophag legen. Im Hintergrund stehen fünf Frauen, die den Toten beweinen; eine davon trägt ein Salbungsgefäß. Über dem Grab schwebt ein Engel, der in seinen Händen die Dornenkrone Christi trägt. Rumpf kombinierte bei ihrem Gemälde einen Kupferstich von Jakob Matham aus dem Jahr 1594 und ein Gemälde von Jacopo Tintoretto von 1563 bis 1565. Dort fehlt jedoch der Engel, der im Kupferstich in einem oben aufgesetzten Rundbogen zu sehen ist.

### Orgel

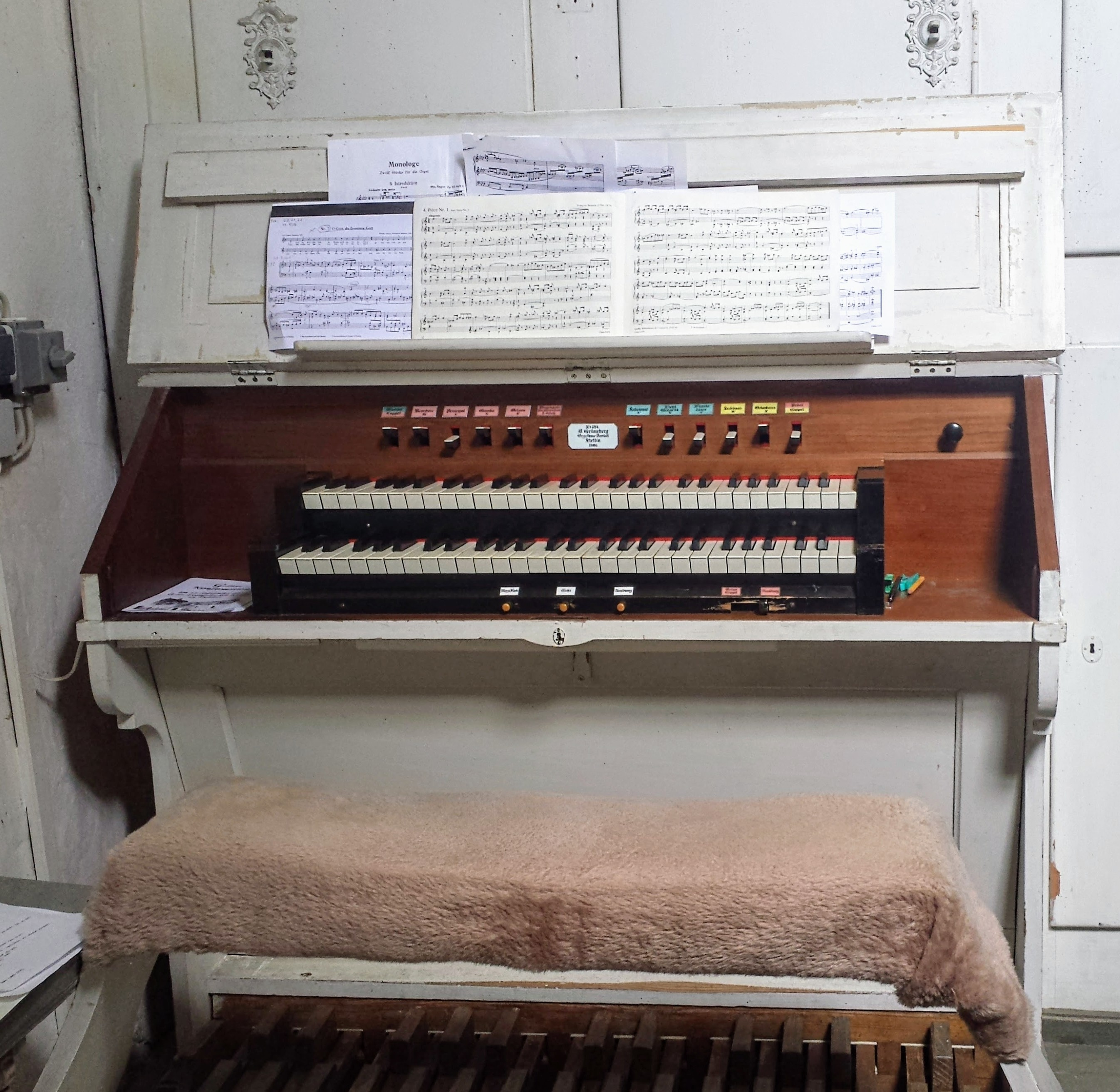
Spieltisch der Orgel

In der Dorfkirche Trebbus befindet sich eine Orgel, welche im Jahre 1906 vom Orgelbauer Barnim Grüneberg (1828–1907) aus Stettin geschaffen wurde (Opus 524). Sie ist auf der oberen Empore im Westen zu finden. Der dazu gehörige Orgelprospekt wurde im Jahre 1792 vom Sonnewalder Orgelbaumeister Johann Christoph Schröther dem Älteren (1747–1822) geschaffen. Die 1917 zu Rüstungszwecken abgegebenen Prospektpfeifen wurden später durch Zinkexemplare ersetzt. Das Instrument besitzt pneumatische Kegelladen und zehn Register auf zwei Manualen und Pedal.
Die Disposition:
| I Manual C–f3               |     |
| Bourdon                     | 16′ |
| Principal                   | 08′ |
| Gamba                       | 08′ |
| Octave                      | 04′ |
| Progressio Harmonica II–III |     |

| II Manual C–f3   |    |
| Lieblich Gedackt | 8′ |
| Salicional       | 8′ |
| Flauto Dolce     | 4′ |

| Pedal C–d1 |     |
| Subbaß     | 16′ |
| Oktavbaß   | 08′ |

- Koppeln: II/I, I/P, Superoktavkoppel I/I
- Spielhilfen: Tutti, Mezzoforte

## Gemeindezugehörigkeit
Trebbus ist heute Teil der evangelischen Hoffnungskirchengemeinde Trebbus und Umland, zu der auch Arenzhain, Dübrichen, Friedersdorf und Werenzhain gehören. Die Kirchengemeinde gehört zum Kirchenkreis Niederlausitz der Evangelischen Kirche Berlin-Brandenburg-schlesische Oberlausitz, kurz EKBO.